# Dayang Shuiku
Dayang Shuiku (kinesiska: 大洋水库) är en reservoar i Kina. Den ligger i provinsen Zhejiang, i den östra delen av landet, omkring 190 kilometer söder om provinshuvudstaden Hangzhou. Dayang Shuiku ligger 804 meter över havet. Arean är 0,20 kvadratkilometer. I omgivningarna runt Dayang Shuiku växer i huvudsak blandskog. Den sträcker sig 0,6 kilometer i nord-sydlig riktning, och 1,0 kilometer i öst-västlig riktning.
Genomsnittlig årsnederbörd är 2 331 millimeter. Den regnigaste månaden är juni, med i genomsnitt 383 mm nederbörd, och den torraste är januari, med 67 mm nederbörd.